# عبدال أمينو
عبدال أمينو (بالإنجليزية: Abdul Aminu) هو لاعب كرة قدم نيجيري، ولد في 21 فبراير 1965. شارك مع منتخب نيجيريا لكرة القدم.

## وصلات خارجية
- عبدال أمينو على موقع قاعدة بيانات كرة القدم.إي يو (الإنجليزية)
- عبدال أمينو على موقع ناشيونال فوتبول تيمز (الإنجليزية)